# Tương lai của toán học
Sự phát triển của Toán học cả về mặt tổng thể lẫn các bài toán riêng lẻ là một chủ đề được bàn luận rộng rãi - nhiều dự đoán trong quá khứ về toán học hiện đại đã bị thiếu chính xác hoặc hoàn toàn sai, nên có thể tin rằng những dự đoán về toán học ngày nay sẽ đi theo con đường tương tự. Tuy nhiên, chủ đề này vẫn luôn là một đề tài được tranh luận rộng rãi và được viết bởi nhiều nhà toán học nổi tiếng. Thông thường , các nhà toán học được thúc đẩy bởi mong muốn thiết lập một chương trình nghiên cứu để hướng vào một vấn đề cụ thể, hoặc là mong muốn được làm rõ, cập nhật và ngoại suy các phân ngành của toán học nói chung và các khả năng của chúng. Những ví dụ về các chương trình thúc đẩy tiến trình cụ thể trong tương lai, trong quá khứ lẫn hiện tại, bao gồm Chương trình Erlangen của Felix Klein, Chương trình Langlands, và Bảy bài toán thiên niên kỷ. Trong Phân loại môn học Toán học, phần 01Axx (Lịch sử của toán và các nhà toán học), chương 01A67 mang tên Tiềm năng trong tương lai
Độ chính xác của các tiên đoán về toán học rất khác nhau và tiến rất gần tới công nghệ. Do đó, cần lưu ý rằng các tiên đoán bởi các nhà khoa học dưới đây có thể là những tiên đoán không chính xác.

## Động lực và phương pháp luận về những tiên đoán
Trong một bài viết của Henri Poincaré vào năm 1908: "Phương pháp để dự đoán tương lai của toán học nằm ở các nghiên cứu về lịch sử và vị trí hiện tại của nó." Phương pháp tiếp cận lịch sử có thể bao gồm việc nghiên cứu về các dự đoán trước đó và so sánh chúng với hiện tại để xem xét các dự đoán đã phát triển như thế nào, ví dụ như quan sát tiến trình của các bài toán của Hilbert. Tuy nhiên, một cuộc khảo sát về toán học đang cho thấy những trở ngại: sự mở rộng các chủ đề toán học tạo ra các vấn đề trong việc quản lý tri thức toán học.
Sự phát triển của công nghệ cũng đã có những tác động không nhỏ tới những tiên đoán; bởi sự không chắc chắn vào tương lai của công nghệ, điều này dẫn đến sự không chắc chắn cho tương lai của toán học. Do đó, những tiên đoán chính xác về tương lai của công nghệ có thể tạo ra kết quả tương tự cho các dự đoán về toán học.
Với sự hỗ trợ nghiên cứu của chính phủ và các chương trình tài trợ, sự quan tâm về tương lai hình thành một phần từ cơ sở lý luận về sự phân phối của tài trợ. Giáo dục Toán học phải xem xét các thay đổi diễn ra trong nhu cầu toán học ở nơi làm việc; xây dựng khóa học sẽ chịu ảnh hưởng bởi cả ứng dụng trong hiện tại và cả tương lai của toán học. László Lovász, trong Trends in Mathematics: How they could Change Education? mô tả cách các hoạt động toán học trong cộng đồng cũng như nghiên cứu phát triển và sự thay đổi có thể xảy ra trong tương lai: tổ chức lớn hơn đồng nghĩa với nhiều nguồn lực được đầu tư hơn (trong hợp tác và giao tiếp); trong toán học điều này cũng giống như việc dành nhiều thời gian hơn trong việc khảo sát và bình luận.

## Toán học nói chung

### Sự phân vùng các chủ đề toán học
Steven G. Krantz viết trong "The Proof is in the Pudding. A Look at the Changing Nature of Mathematical Proof": "Sự phân định giữa các "kỹ sư", các "nhà toán học" và "các nhà vật lý" rõ ràng đang trở nên ngày một mơ hồ hơn bao giờ hết. Có vẻ như trong 100 năm tới, chúng ta sẽ không nói đến những nhà toán học (mathematicians) tương tự như những nhà khoa học toán học (mathematical scientists) nữa. Sẽ chẳng có gì ngạc nhiên nếu khái niệm "Khoa Toán học" tại các trường đại học bị thay thế bởi "Phân vùng khoa học tính toán"."

### Toán học thực nghiệm
Toán học thực nghiệm là ngành sử dụng máy tính để tạo ra các tập dữ liệu lớn , tự động hóa việc tìm ra các chi tiết , giúp hình thành nên các cơ sở phỏng đoán mới và thậm chí là những lý thuyết mới. Bài viết "Experimental Mathematics: Recent Developments and Future Outlook" mô tả sự tăng trưởng về khả năng của máy tính: các phần cứng mạnh mẽ hơn về dung lượng bộ nhớ và tốc độ; các phần mềm tốt hơn về độ phức tạp của thuật toán; các cơ sở trực quan tiên tiến hơn; phương pháp kết hợp các số và kí hiệu. 

### Toán học bán nghiêm ngặt
Doron Zeilberger xem xét một khoảng thời gian khi máy tính trở nên mạnh mẽ đến mức các câu hỏi hóc búa trong toán học thay đổi từ việc chứng minh thành xác định nó "đáng giá" bao nhiêu: "Khi các lớp xác định rộng hơn, và có lẽ cả các lớp định lý khác nữa, trở nên thường xuyên có thể chứng minh được, ta có thể nhận ra các kết quả, thứ giúp ta biết cách tìm ra chứng minh (hoặc bác bỏ), nhưng chúng ta sẽ không thể, hoặc không muốn, trả giá để tìm những chứng minh như vậy, vì "gần như chắc chắn" có thể "mua" với một cái giá rẻ hơn rất nhiều. Tôi có thể hình dung phần tóm tắt của một bài báo, c, 2100, nói rằng "Với một độ chính xác nhất định, chúng tôi cho rằng tiên đoán Goldbach là đúng với xác suất lớn hơn 0.99999, và sự thật của nó có thể được xác định với một khoản ngân sách $10B."" Một vài người phản đối quyết liệt với tiên đoán của Zeilberger's, ví dụ, nó đã được mô tả là khiêu khích và khá sai lầm, trong khi nó cũng được tuyên bố rằng việc lựa chọn định lý nào đủ thú vị để được trả tiền, đã xảy ra do các cơ quan tài trợ đưa ra quyết định đầu tư vào lĩnh vực nghiên cứu.

### Toán học tự động
Trong "Rough structure and classfication", Timothy Gowers viết về ba giai đoạn: 
1) Hiện tại máy tính đang chỉ là nô lệ cho những tính toán nhàm chán
2) Tới đây các cơ sở dữ liệu về ý tưởng của toán học và các phương pháp chứng minh sẽ dẫn tới các giai đoạn trung gian khi máy tính trở nên rất hữu dụng trong việc chứng minh các định lý
3) Trong một thế kỉ máy tính sẽ giỏi hơn con người trong việc chứng minh các định lý

## Toán học theo chủ đề
Các chủ đề của toán học có nhiều tiên đoán rất khác nhau, trong khi những chủ đề đó dần được thay thế bởi máy tính, một vài khía cạnh trở nên thuận lợi hơn nhờ những ứng dụng của công nghệ ,trong khi những khía cạnh còn lại, máy tính được dự đoán là sẽ thay thế cho con người.

### Toán học thuần túy

#### Tổ hợp
Năm 2001, Peter Cameron trong cuốn "Combinatorics entering the third millennium" đã chỉ ra những dự đoán cho tương lai của tổ hợp :
chỉ ra một số hy vọng về xu hướng hiện tại và định hướng trong tương lai. Tôi đã chia các tác nhân thành 4 nhóm: ảnh hưởng của máy tính; sự tăng dần độ phức tạp của tổ hợp; liên kết mạnh mẽ của nó với phần còn lại của toán học; và những thay đổi lớn hơn trong xã hội. Tuy nhiên, điều rõ ràng là tổ hợp sẽ tiếp tục loại bỏ các xu hướng về đặc điểm kỹ thuật truyền thống.
Béla Bollobás viết: “Tôi nghĩ Hilbert đã nói rằng một chủ đề chỉ tồn tại nếu nó có vô số vấn đề. Chính điều này đã làm cho tổ hợp trở nên rất sống động. Tôi không nghi ngờ gì rằng tổ hợp sẽ xuất hiện trong một trăm năm nữa. Nó sẽ là một chủ đề hoàn toàn khác nhưng nó vẫn sẽ phát triển, đơn giản vì nó vẫn còn rất nhiều vấn đề ".

#### Lôgic toán học
Vào năm 2000, lôgic toán học đã được thảo luận trong "The Prospects For Mathematical Logic In The Twenty-First Century", bao gồm lý thuyết tập hợp, lôgic toán học trong khoa học máy tính và lý thuyết chứng minh .

### Toán học ứng dụng

#### Giải tích số và khoa học tính toán
Năm 2000, Lloyd N. Trefethen đã viết trong "Predictions for scientific computing 50 years from now", với tiêu đề kết luận rằng "Nhân loại sẽ bị loại bỏ khỏi vòng lặp" và bài viết năm 2008 trong The Princeton Companion to Mathematics   đã dự đoán rằng trong năm 2050, hầu hết chương trình số sẽ bao gồm 99% là "lớp vỏ bọc thông minh" (intelligent wrapper) và chỉ 1% cho các thuật toán, và sự phân biệt giữa các bài toán tuyến tính với phi tuyến tính ; giữa các bài toán thuận và nghịch ; và giữa các bài toán đại số và giải tích, sẽ bị lu mờ dần khi mọi thứ được giải quyết bằng các phương pháp lặp đi lặp lại bên trong các hệ thống kết hợp các thuật toán theo yêu cầu.

#### Phân tích dữ liệu
Năm 1998, Mikhail Gromov trong "Possible Trends in Mathematics in the Coming Decades",  nói rằng lý thuyết xác suất truyền thống áp dụng khi cấu trúc tổng quát như Định luật Gauss thiếu cấu trúc giữa các điểm dữ liệu riêng lẻ., nhưng một trong những vấn đề hiện tại là phát triển các phương pháp phân tích dữ liệu có cấu trúc mà không áp dụng xác suất cổ điển. Các phương pháp này có thể bao gồm những tiến bộ trong giải tích wavelet, các phương pháp đa chiều và tán xạ nghịch đảo .

#### Lý thuyết điều khiển
Một danh sách những thách thức lớn đối với lý thuyết điều khiển được nêu trong "Future Directions in Control, Dynamics, and Systems: Overview, Grand Challenges, and New Courses"

#### Toán sinh học
Toán sinh học là một trong những phân ngành phát triển nhất của toán học nhưng năm đầu thế kỉ XXI. 
"Mathematics Is Biology's Next Microscope, Only Better; Biology Is Mathematics' Next Physics, Only Better" là một bài luận viết bởi Joel E. Cohen

#### Vật lý toán học
Vật lý toán học là một chủ đề rộng lớn và đa dạng. Những sự chỉ dẫn về định hướng trong tương lai được đưa ra trong "New Trends in Mathematical Physics: Selected Contributions of the XVth International Congress on Mathematical Physics".